# Споменик краљу Александру Карађорђевићу у Нишу
Споменик краљу Александру Карађорђевићу смештен је у центру града, на истоименом Тргу у Нишу. Монументалани споменик је рад академског вајара Зорана Ивановића из Београда, а изливен је у ливници „Кузман“ у Смедереву. У постумент споменика уклесан је натпис „Краљ Александар Карађорђевић 1888 – 1934“. Висина споменика је 4,5 метара, на постументу висине 7 метара и тежине 3,3 тоне.
Споменик су открили градоначелник Ниша Смиљко Костић и принц Александар Карађорђевић 7. децембра 2004. године на деведесетогодишњицу када је 1914. године донета историјска Нишка декларација о уједињењу народа словенског порекла на Балкану и циљевима Србије у Првом светском рату.
Споменик је освештао владика нишки господин Иринеј, који је рекао да се овим чином исправља неправда коју су Нишлијама нанели они који су покушавали да нам одузму памћење, затру корење и униште традицију.
Споменик је први пут откривен и освећен на краљев рођендан по старом календару 4./17. децембра 1939. године, али је под неразјашњеним околностим, након ослобођења Ниша 1946. године склоњен и уништен. Првобитни споменик је дело Радете Станковића, најистакнутијег вајара између два светска рата. Чин освећења овог првог споменика извршили су: патријарх српски Гаврило, митрополит загребачки Доситеј и епископи: тимочки Емилијан, браничевски Венијамин и нишки Јован.

## Галерија
- Споменик краљу Александру Карађорђевићу
- Првобитни изглед споменика из 1939. године